# Ernst Siegmund von Marienthal
Ernst Siegmund von Marienthal (* 17. Jahrhundert; † August 1708) war ein sächsischer Beamter.
Er besaß die Rittergüter Trütschenborn, Obereila und Gartzsch und war von 1705 bis zu seinem Tod Amtmann des sächsischen Amtes Sangerhausen. Verheiratet war er mit Antonie geb.von Bündersfeld.
Marienthal wurde am 12. August 1708 in der St.-Jacobi-Kirche in Sangerhausen beigesetzt.